# Във вашия дом 8: Зло куче
Във вашия дом 8: Зло куче (на английски: In Your House 8: Beware of Dog) е осмото pay-per-view събитие от поредицата Във вашия дом, продуцирано от Световната федерация по кеч (WWF). Събитието първоначално се провежда на 26 май 1996 г. във Флорънс, Южна Каролина.

## Обща информация
Поради силна гръмотевична буря, токът изгасва по време на събитието, в резултат на което само два мача са излъчени по PPV и серия от тъмни мачове. Телевизионното събитие е пренасрочено като „Зло куче 2“ и се провежда на 28 май 1996 г. в Норт Чарлстън, Южна Каролина. Двата мача, излъчени по време на събитието на 26 май, са показани отново в началото на PPV-то. Събитието е достъпно при поискване в WWE Network като едно събитие, без да се споменава затъмнението.
Към днешна дата това е единственото WWE PPV събитие, което някога се провежда в щата Южна Каролина.

## Резултати

### 26 май
| №                                                                        | Резултати | Правила                                                       | Време      |
| ------------------------------------------------------------------------ | --- | ------------------------------------------------------------- | ---------- |
| 1                                                                        | Димящите дула (Барт Гън и Били Гън) побеждават Годуин (Хенри O. Годуин и Финиъс И. Годуин) (ш) (със Съни)                 | Отборен мач за Световните отборни титли на WWF                | 04:57      |
| 2Т                                                                       | Боб Холи поб. Айзък Янкем                                                                                                 | Индивидуален мач                                              | Неизвестно |
| 3                                                                        | Марк Меро (със Сейбъл) поб. Хънтър Хърст Хелмсли                                                                          | Индивидуален мач                                              | 16:23      |
| 4Т                                                                       | Савио Вега поб. Ледения Стив Остин (с Тед Дибиаси)                                                                        | Мач с карибско въже                                           | 15:00      |
| 5Т                                                                       | Йокозуна поб. Вейдър (с Джим Корнет)                                                                                      | Индивидуален мач                                              | 03:00      |
| 6                                                                        | Златен прах (ш) (с Марлена) поб. Гробаря (с Пол Беърър)                                                                   | Мач с ковчег за Интерконтиненталната титла на WWF             | 08:00      |
| 7                                                                        | Джейк Робъртс поб. Джъстин Брадшоу (с Чичо Зебекия)                                                                       | Индивидуален мач                                              | 00:30      |
| 8                                                                        | Шон Майкълс (ш) (с Жозе Лотарио) срещу Британския Булдог (с Кларънс Мейсън, Диана Смит и Оуен Харт) приключва с равенство | Индивидуален мач за Световната титла в тежка категория на WWF | 17:21      |
| 9                                                                        | Ахмед Джонсън поб. Джери Лоулър                                                                                           | Индивидуален мач                                              | 07:00      |
| 10                                                                       | Ултимейт Уориър поб. Оуен Харт                                                                                            | Индивидуален мач                                              | 04:00      |
| - (ш) – указва шампиона/шампионите в мача - Т – показва, че мача е тъмен | |                                                               |            |

### 28 май
| №                                         | Резултати                                               | Правила                                           | Време |
| ----------------------------------------- | ------------------------------------------------------- | ------------------------------------------------- | ----- |
| 1                                         | Савио Вега побеждава Ледения Стив Остин (с Тед Дибиаси) | Мач с карибско въже                               | 21:27 |
| 2                                         | Вейдър (с Джим Корнет) поб. Йокозуна                    | Индивидуален мач                                  | 08:53 |
| 3                                         | Златен прах (ш) (с Марлена) поб. Гробаря (с Пол Беърър) | Мач с ковчег за Интерконтиненталната титла на WWF | 12:36 |
| - (ш) – указва шампиона/шампионите в мача |                                                         |                                                   |       |